# Nínox de Seram
El nínox de Seram (Ninox squamipila) és una espècie d'ocell de la família dels estrígids (Strigidae). Habita Buru i Seram, a les illes Moluques. El seu estat de conservació es considera de risc mínim.

## Taxonomia
Segons la classificació de IOC World Bird List, Versió 7.3, 2017. aquesta espècie està formada per dues subespècies:
- N. s. hantu (Wallace, 1863). De l'illa de Buru.
- N. s. squamipila (Bonaparte, 1850). De l'illa de Seram.

A la classificació de Handbook of the Birds of the World Alive 2017, però, ambdues subespècies són considerades espècies de ple dret com:
- nínox de Buru (Ninox hantu).
- nínox de Seram - stricto sensu (Ninox squamipila).